# Tox
Tox  — вільне програмне забезпечення з відкритим вихідним кодом, для зашифрованого миттєвого обміну повідомленнями та відео-зв'язку. Заявлена мета проєкту полягає у забезпеченні безпечного і легкодоступного зв'язку для усіх.

## Історія
Історія проекту почалася з коміту користувачем з ім'ям irungentoo на GitHub 23 червня 2013. Pre-альфа-тестування виконавчих файлів були доступні для користувачів починаючи з 3 лютого 2014 року.
Десь протягом 2016 року в оригінальній еталонній реалізації спостерігався постійний спад активності розробників, останній відомий комміт датується жовтнем 2018 року. Це призвело до розколу проекту, і ті, хто був зацікавлений у продовженні розробки, створили новий форк ядра Tox, названий "c-toxcore", приблизно наприкінці вересня 2016 року.

## Будова

### Ядро
Ядром Tox є бібліотека протоколу і API. Будь-який охочий може створити клієнт, який використовує ядро. Центральний сервер відсутній, пошук співрозмовників відбувається через DHT.

### Протокол
Використовує пірінґовий обмін інформацією для поліпшення пропускної здатності, але на відміну від Skype, не вимагає реєстрації для використання, а ідентифікатор користувача створюється локально. Після установки  клієнту Tox автоматично створюється пара ключів. Публічний ключ можна передавати кому завгодно — він служить як унікальний ідентифікатор для пошуку співрозмовника. Секретний ключ зберігається тільки у власника і підтверджує його справжність, не розкриваючи особисті дані. 

### Клієнти
Клієнтська програма, яка використовує основну бібліотеку Tox, дозволяє спілкуватися з іншими користувачами по протоколу Tox. Є різні клієнти для широкого діапазону систем. При загальному задумі проекту розробка клієнтських додатків ведеться окремо для кожної операційної системи. Команди пишуть десятки різновидів з відмінним набором функцій, але для завантаження з офіційної сторінки будуть пропонуватися тільки найстабільніші. μTox стане свого роду офіційною версією для користувачів Linux і Windows, qTox призначений для прихильників OS X, а Antox — мобільний варіант для ОС Android. Версії для iOS поки немає. Є різні клієнти для широкого діапазону систем. Наступний список є неповним.
| Операційна система            | Назва | Використана мова програмування |
| ----------------------------- | ----- | ------------------------------ |
| Linux, FreeBSD, Windows       | uTox  | C (Win32 API, Xlib)            |
| Linux, FreeBSD, OS X, Windows | qTox  | C++ (Qt)                       |
| Linux, FreeBSD, OS X          | Toxic | C (Ncurses)                    |
| Windows                       | Toxy  | C# (WPF)                       |